# 張承 (張範之弟)
張承（？—？），字公先，河內脩武人。東漢末官員。與兄長張範同是東漢官員，後來效命曹操。

## 生平
東漢末年，張承起初拜議郎，遷任伊闕都尉。當時軍閥董卓作亂，張承打算與其他人聯手誅殺董卓，但被弟弟張昭勸止，張承於是辭官歸家，與張範一起到揚州遷亂。當時在揚州的袁術曾請張範任官，但張範推辭，並派張承與袁術見面致謝。袁術此時正打算稱帝，向張承聲稱意圖效法齊桓公、漢高祖等人主持亂世，詢問他的意見，張承卻表示德行才是重要，不是只看力量，否則即使起兵，也不會獲天下人支持，永不會成功。同時，曹操準備要對抗佔據河北地區的袁紹，袁術認為曹操不自量力，必敗。但張承卻認為曹操會獲得勝利，袁術因而大感不滿，張承亦離開。曹操平定冀州後，遺使迎召張範，但張範以患病為由留在彭城，只派張承見曹操，曹操表他們為諫議大夫。
魏國建立後，張承以丞相參軍祭酒身份領趙郡太守，大行政治教化。217年曹操西征（漢中之戰），徵召張承到長安參軍事，後來病逝。

## 子女
- 張戩，張承之子，曾被山東賊匪集團擄去，後來由張範親自營救。
- 張邵，張承之孫，西晉中護軍，杨骏外甥，在誅除楊駿事件中一同被殺。

## 延伸阅读
[在维基数据编辑]
 《三國志·卷11》，出自陳壽《三國志》